# Natuurbegraafplek Isaekshoef

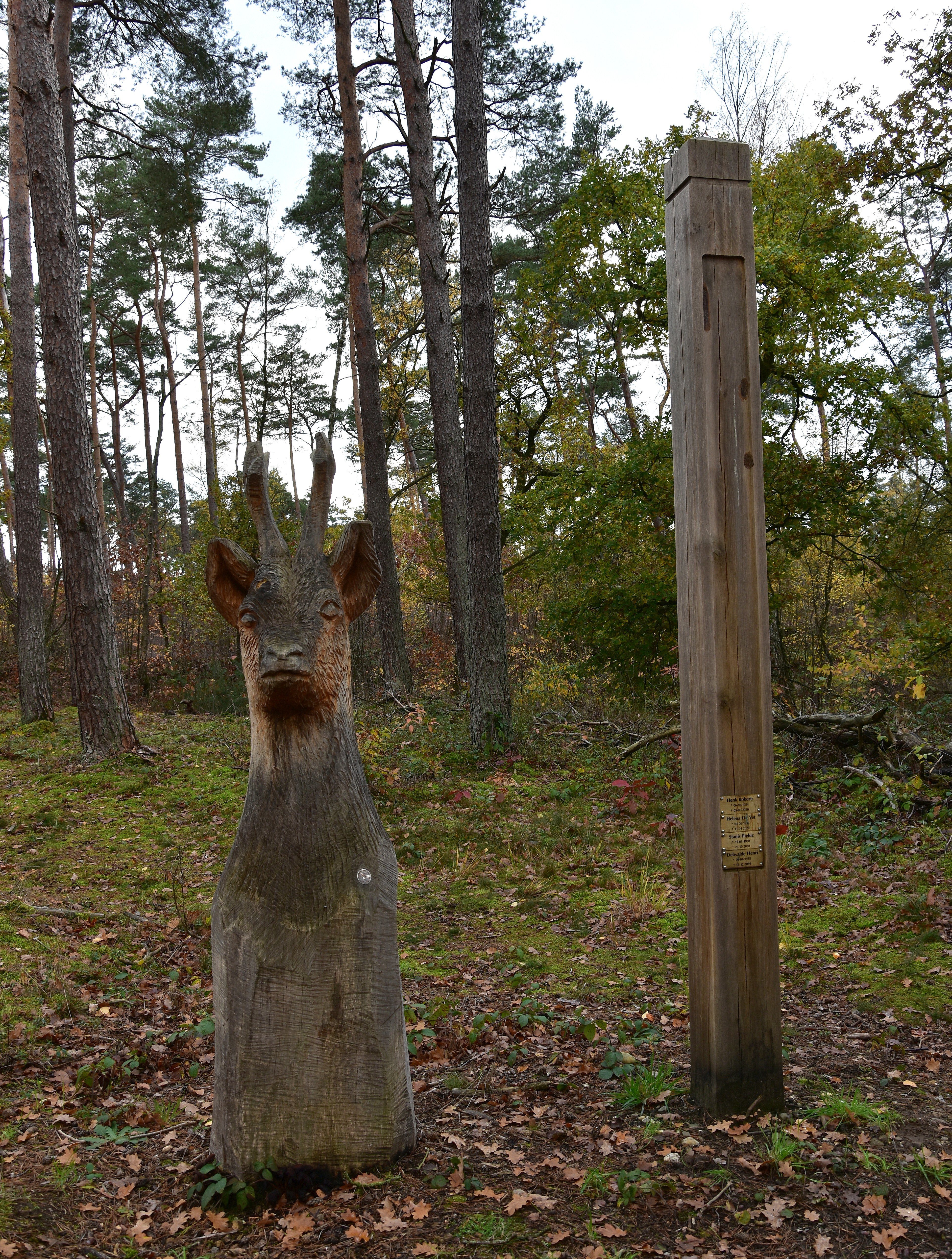
De natuurbegraafplek

De natuurbegraafplek Isaekshoef in de Belgische deelgemeente Rekem (Lanaken) is een plaats voor mensen die in een natuurlijke omgeving, hier in het domeinbos Isaekshoef, wensen te worden begraven. Op de natuurbegraafplekken in Vlaanderen zijn geen gedenkstenen en geen graven, maar wordt de asse in een biologisch afbreekbare urne begraven. Op natuurbegraafplek Isaekshoef is wel een totempaal waar per zone gedenkplaatjes aan bevestigd worden.
Deze natuurbegraafplek bevindt zich vlak bij de historische begraafplaats psychiatrisch ziekenhuis, in de rand van een deel van het Nationaal Park Hoge Kempen, de Molenberg.
In 2015 werd in overleg tussen het gemeentebestuur Lanaken, het Openbaar Psychiatrisch Zorgcentrum (OPZC) en het Agentschap voor Natuur en Bos dit pilootproject opgestart voor Vlaanderen. De opening vond op 30 augustus 2018 plaats.

## Galerij

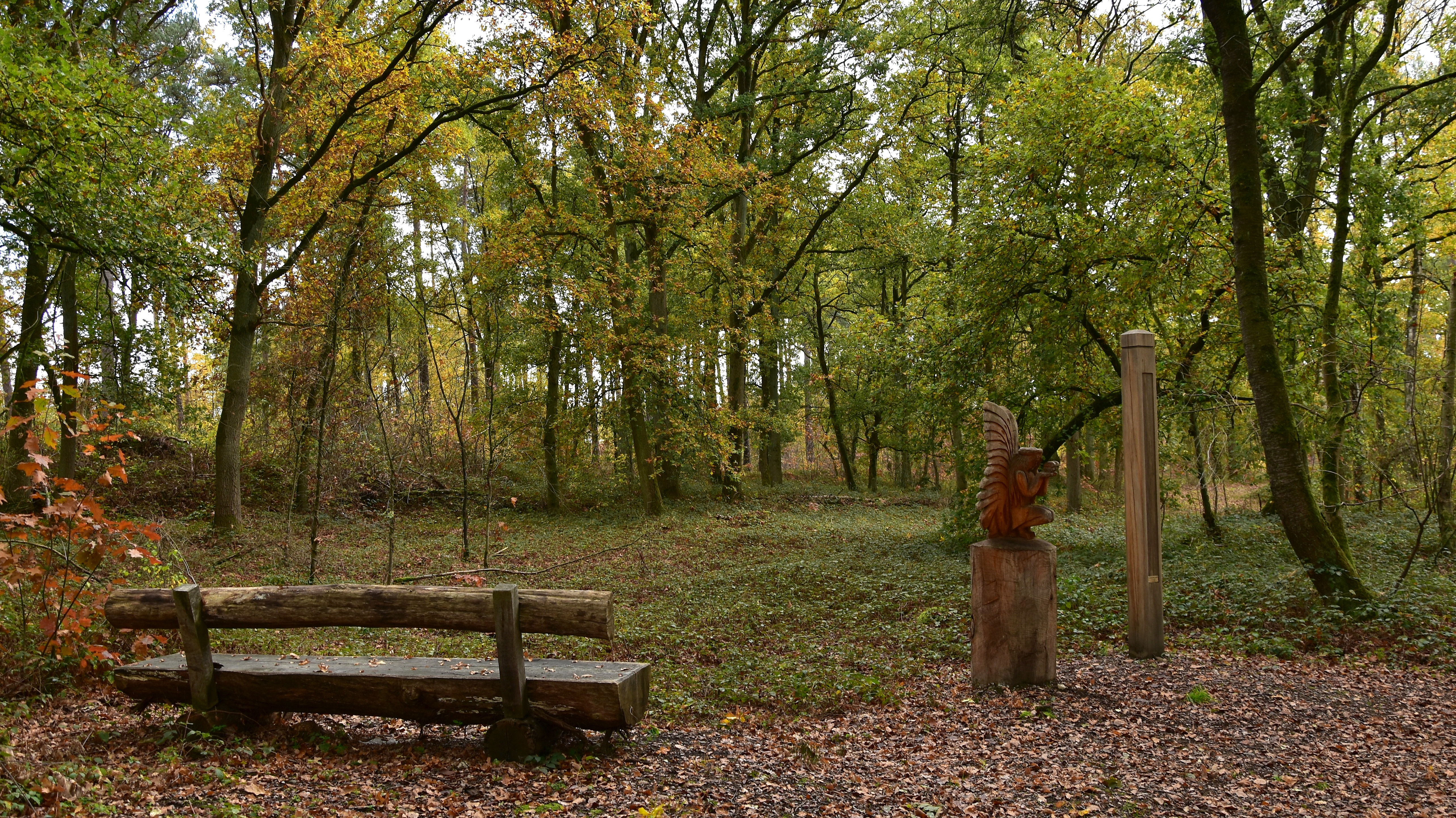
De bezinningsplaats
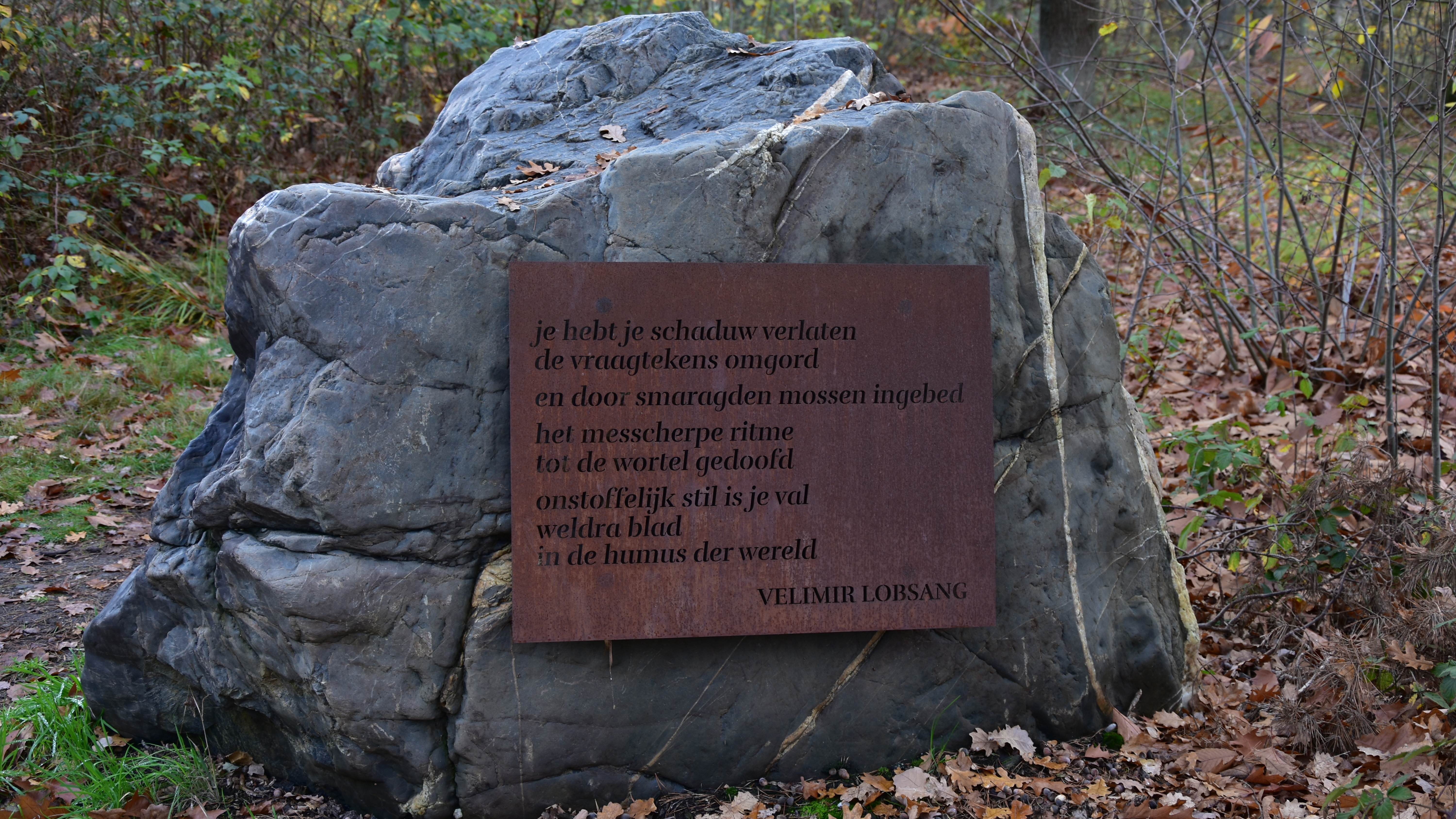